# Хидра (сазвежђе)
Хидра (лат. Hydra) је највеће од модерних 88 и једно од оригиналних 48 Птолемејевих сазвежђа. Његов јужни крај се граничи са Вагом и Кентауром, а северни крај са Раком. Уврштено је међу 48 сазвежђа које је навео астроном из 2. века Птоломеј. Хидра се обично представљена као водена змија, и простире се на небеском екватору.

## Историја и митологија

### Западна митологија
Грчко сазвежђе Хидре је адаптација вавилонског сазвежђа: MUL.APIN укључује сазвежђе „змије“ (MUL.DINGIR.MUŠ) које лабаво одговара Хидри. То је једно од два вавилонска сазвежђа „змије“ (друго је порекло грчке Змије), митолошки хибрид змије, лава и птице.
Облик Хидре подсећа на змију која се увија и као таква се појављује у неким грчким митовима. Један мит је повезује са воденом змијом коју је врана послужила Аполону у чаши када је послата да донесе воду; Аполон је прозрео превару, и љутито бацио врану, чашу и змију у небо. Такође се повезује са чудовиштем Хидром, са својим многобројним главама, које је убио Херкул, представљеним у другом сазвежђу. Према легенди, ако би једна од Хидриних глава била одсечена, на њеном месту би израсле још две. Међутим, Херкулов нећак, Јолај, спалио је вратове бакљом како би спречио њихов поновни раст и тако омогућио Херкулу да савлада Хидру.